# Colocasiomyia bogneri
Colocasiomyia bogneri är en tvåvingeart som först beskrevs av Toyohi Okada 1986.  Colocasiomyia bogneri ingår i släktet Colocasiomyia och familjen daggflugor. Inga underarter finns listade i Catalogue of Life.